# Férfi röplabdatorna a 2008. évi nyári olimpiai játékokon
A 2008. évi nyári olimpiai játékokon a férfi teremröplabdatornát augusztus 10. és 24. között rendezték. A tornán 12 nemzet csapata vett részt.

## Lebonyolítás
A 12 résztvevőt 2 darab 6 csapatos csoportba sorsolták. Körmérkőzések döntötték el a csoportok végeredményét. A csoportból az első négy helyezett jutott tovább a negyeddöntőbe, ahonnan egyenes kieséses rendszerben folytatódott a torna. A csoportok ötödik valamint a hatodik helyezettjei kiestek.

## Csoportkör
| Színmagyarázat                                              |
| ----------------------------------------------------------- |
| A csoportok első négy helyezettje bejutott a negyeddöntőbe. |
| A csoportok ötödik és hatodik helyezettjei kiestek.         |

### A csoport
|                        |      | Mérkőzések | Mérkőzések | Pontok | Pontok | Pontok | Szettek | Szettek | Szettek |
| Csapat                 | Pont | Gy         | V          | P+     | P–     | PA     | Sz+     | Sz–     | SzA     |
| ---------------------- | ---- | ---------- | ---------- | ------ | ------ | ------ | ------- | ------- | ------- |
| Egyesült Államok (USA) | 10   | 5          | 0          | 460    | 371    | 1,240  | 15      | 4       | 3,750   |
| Olaszország (ITA)      | 9    | 4          | 1          | 439    | 401    | 1,095  | 13      | 6       | 2,167   |
| Bulgária (BUL)         | 8    | 3          | 2          | 446    | 440    | 1,014  | 10      | 9       | 1,111   |
| Kína (CHN)             | 7    | 2          | 3          | 445    | 492    | 0,904  | 9       | 13      | 0,692   |
| Venezuela (VEN)        | 6    | 1          | 4          | 421    | 451    | 0,933  | 8       | 12      | 0,667   |
| Japán (JPN)            | 5    | 0          | 5          | 392    | 448    | 0,875  | 4       | 15      | 0,267   |

| 2008. augusztus 10. 12:10 | Olaszország (ITA)                        | 3–1 | Japán (JPN) | Beijing Institute of Technology Gymnasium, Peking Nézőszám: 3000 Játékvezető: Humberto Salas (MEX), Victor Rodriguez (PUR) |
| 2008. augusztus 10. 12:10 | (25–19, 25–18, 23–25, 25–17) Jegyzőkönyv |     |             | Beijing Institute of Technology Gymnasium, Peking Nézőszám: 3000 Játékvezető: Humberto Salas (MEX), Victor Rodriguez (PUR) |

| 2008. augusztus 10. 12:35 | Egyesült Államok (USA)                          | 3–2 | Venezuela (VEN) | Capital Indoor Stadium, Peking Nézőszám: 11 000 Játékvezető: Konstantin Tufekchiev (BUL), Umit Sokullu (TUR) |
| 2008. augusztus 10. 12:35 | (25–18, 25–18, 22–25, 21–25, 15–10) Jegyzőkönyv |     |                 | Capital Indoor Stadium, Peking Nézőszám: 11 000 Játékvezető: Konstantin Tufekchiev (BUL), Umit Sokullu (TUR) |

| 2008. augusztus 10. 20:00 | Bulgária (BUL)                           | 3–1 | Kína (CHN) | Capital Indoor Stadium, Peking Nézőszám: 11 000 Játékvezető: Laert Souza (BRA), Mitch Davidson (CAN) |
| 2008. augusztus 10. 20:00 | (25–20, 25–21, 26–28, 25–19) Jegyzőkönyv |     |            | Capital Indoor Stadium, Peking Nézőszám: 11 000 Játékvezető: Laert Souza (BRA), Mitch Davidson (CAN) |

| 2008. augusztus 12. 12:30 | Egyesült Államok (USA)                   | 3–1 | Olaszország (ITA) | Capital Indoor Stadium, Peking Nézőszám: 12 500 Játékvezető: Ibrahim Al-Naama (QAT), Kun-Tae Kim (KOR) |
| 2008. augusztus 12. 12:30 | (24–26, 25–22, 25–15, 25–21) Jegyzőkönyv |     |                   | Capital Indoor Stadium, Peking Nézőszám: 12 500 Játékvezető: Ibrahim Al-Naama (QAT), Kun-Tae Kim (KOR) |

| 2008. augusztus 12. 20:00 | Venezuela (VEN)                                 | 2–3 | Kína (CHN) | Capital Indoor Stadium, Peking Nézőszám: 12 500 Játékvezető: Massimo Menghini (ITA), Konstantin Tufekchiev (BUL) |
| 2008. augusztus 12. 20:00 | (21–25, 25–21, 25–16, 21–25, 14–16) Jegyzőkönyv |     |            | Capital Indoor Stadium, Peking Nézőszám: 12 500 Játékvezető: Massimo Menghini (ITA), Konstantin Tufekchiev (BUL) |

| 2008. augusztus 12. 22:45 | Japán (JPN)                              | 1–3 | Bulgária (BUL) | Capital Indoor Stadium, Peking Nézőszám: 3200 Játékvezető: Mitch Davidson (CAN), Victor Rodriguez (PUR) |
| 2008. augusztus 12. 22:45 | (27–29, 25–23, 21–25, 19–25) Jegyzőkönyv |     |                | Capital Indoor Stadium, Peking Nézőszám: 3200 Játékvezető: Mitch Davidson (CAN), Victor Rodriguez (PUR) |

| 2008. augusztus 14. 10:00 | Olaszország (ITA)                 | 3–0 | Venezuela (VEN) | Beijing Institute of Technology Gymnasium, Peking Nézőszám: 3300 Játékvezető: Mohammad Shahmiri (IRI), Mitch Davidson (CAN) |
| 2008. augusztus 14. 10:00 | (25–21, 25–20, 25–21) Jegyzőkönyv |     |                 | Beijing Institute of Technology Gymnasium, Peking Nézőszám: 3300 Játékvezető: Mohammad Shahmiri (IRI), Mitch Davidson (CAN) |

| 2008. augusztus 14. 20:00 | Kína (CHN)                                      | 3–2 | Japán (JPN) | Capital Indoor Stadium, Peking Nézőszám: 13 000 Játékvezető: Hóbor Béla (HUN), Frank Leuthauser (GER) |
| 2008. augusztus 14. 20:00 | (25–20, 25–23, 17–25, 16–25, 15–10) Jegyzőkönyv |     |             | Capital Indoor Stadium, Peking Nézőszám: 13 000 Játékvezető: Hóbor Béla (HUN), Frank Leuthauser (GER) |

| 2008. augusztus 14. 22:30 | Bulgária (BUL)                           | 1–3 | Egyesült Államok (USA) | Capital Indoor Stadium, Peking Nézőszám: 5700 Játékvezető: Laert Souza (BRA), Kun-Tae Kim (KOR) |
| 2008. augusztus 14. 22:30 | (29–27, 21–25, 14–25, 24–26) Jegyzőkönyv |     |                        | Capital Indoor Stadium, Peking Nézőszám: 5700 Játékvezető: Laert Souza (BRA), Kun-Tae Kim (KOR) |

| 2008. augusztus 16. 10:00 | Egyesült Államok (USA)            | 3–0 | Kína (CHN) | Beijing Institute of Technology Gymnasium, Peking Nézőszám: 3650 Játékvezető: Patrick Deregnaucourt (FRA), Laert Souza (BRA) |
| 2008. augusztus 16. 10:00 | (25–22, 25–12, 25–18) Jegyzőkönyv |     |            | Beijing Institute of Technology Gymnasium, Peking Nézőszám: 3650 Játékvezető: Patrick Deregnaucourt (FRA), Laert Souza (BRA) |

| 2008. augusztus 16. 14:50 | Olaszország (ITA)                 | 3–0 | Bulgária (BUL) | Capital Indoor Stadium, Peking Nézőszám: 8000 Játékvezető: Umit Sokullu (TUR), Mohammad Shahmiri (IRI) |
| 2008. augusztus 16. 14:50 | (25–20, 25–21, 25–16) Jegyzőkönyv |     |                | Capital Indoor Stadium, Peking Nézőszám: 8000 Játékvezető: Umit Sokullu (TUR), Mohammad Shahmiri (IRI) |

| 2008. augusztus 16. 22:00 | Venezuela (VEN)                   | 3–0 | Japán (JPN) | Capital Indoor Stadium, Peking Nézőszám: 7500 Játékvezető: Mitch Davidson (CAN), Victor Rodriguez (PUR) |
| 2008. augusztus 16. 22:00 | (25–23, 25–21, 25–23) Jegyzőkönyv |     |             | Capital Indoor Stadium, Peking Nézőszám: 7500 Játékvezető: Mitch Davidson (CAN), Victor Rodriguez (PUR) |

| 2008. augusztus 18. 10:00 | Bulgária (BUL)                           | 3–1 | Venezuela (VEN) | Beijing Institute of Technology Gymnasium, Peking Nézőszám: 3400 Játékvezető: Mohammad Shahmiri (IRI), Laert Souza (BRA) |
| 2008. augusztus 18. 10:00 | (23–25, 25–19, 25–16, 25–22) Jegyzőkönyv |     |                 | Beijing Institute of Technology Gymnasium, Peking Nézőszám: 3400 Játékvezető: Mohammad Shahmiri (IRI), Laert Souza (BRA) |

| 2008. augusztus 18. 20:00 | Kína (CHN)                                      | 2–3 | Olaszország (ITA) | Capital Indoor Stadium, Peking Nézőszám: 12 500 Játékvezető: Mitch Davidson (CAN), Humberto Salas (MEX) |
| 2008. augusztus 18. 20:00 | (17–25, 23–25, 25–21, 25–20, 14–16) Jegyzőkönyv |     |                   | Capital Indoor Stadium, Peking Nézőszám: 12 500 Játékvezető: Mitch Davidson (CAN), Humberto Salas (MEX) |

| 2008. augusztus 18. 22:35 | Japán (JPN)                       | 0–3 | Egyesült Államok (USA) | Capital Indoor Stadium, Peking Nézőszám: 5800 Játékvezető: Dejan Jovanovic (SRB), Patrick Deregnaucourt (FRA) |
| 2008. augusztus 18. 22:35 | (18–25, 12–25, 21–25) Jegyzőkönyv |     |                        | Capital Indoor Stadium, Peking Nézőszám: 5800 Játékvezető: Dejan Jovanovic (SRB), Patrick Deregnaucourt (FRA) |

### B csoport
|                     |      | Mérkőzések | Mérkőzések | Pontok | Pontok | Pontok | Szettek | Szettek | Szettek |
| Csapat              | Pont | Gy         | V          | P+     | P–     | PA     | Sz+     | Sz–     | SzA     |
| ------------------- | ---- | ---------- | ---------- | ------ | ------ | ------ | ------- | ------- | ------- |
| Brazília (BRA)      | 9    | 4          | 1          | 427    | 373    | 1,145  | 13      | 4       | 3,250   |
| Oroszország (RUS)   | 9    | 4          | 1          | 496    | 447    | 1,110  | 14      | 7       | 2,000   |
| Lengyelország (POL) | 9    | 4          | 1          | 434    | 404    | 1,074  | 12      | 6       | 2,000   |
| Szerbia (SRB)       | 7    | 2          | 3          | 440    | 439    | 1,002  | 9       | 10      | 0,900   |
| Németország (GER)   | 6    | 1          | 4          | 418    | 440    | 0,950  | 6       | 12      | 0,500   |
| Egyiptom (EGY)      | 5    | 0          | 5          | 267    | 379    | 0,704  | 0       | 15      | 0,000   |

| 2008. augusztus 10. 10:00 | Szerbia (SRB)                            | 1–3 | Oroszország (RUS) | Beijing Institute of Technology Gymnasium, Peking Nézőszám: 3100 Játékvezető: Hóbor Béla (HUN), Osamu Sakaide (JPN) |
| 2008. augusztus 10. 10:00 | (25–20, 21–25, 22–25, 14–25) Jegyzőkönyv |     |                   | Beijing Institute of Technology Gymnasium, Peking Nézőszám: 3100 Játékvezető: Hóbor Béla (HUN), Osamu Sakaide (JPN) |

| 2008. augusztus 10. 15:20 | Brazília (BRA)                    | 3–0 | Egyiptom (EGY) | Capital Indoor Stadium, Peking Nézőszám: 8500 Játékvezető: Ning Wang (CHN), Mohammad Shahmiri (IRI) |
| 2008. augusztus 10. 15:20 | (25–19, 25–15, 25–18) Jegyzőkönyv |     |                | Capital Indoor Stadium, Peking Nézőszám: 8500 Játékvezető: Ning Wang (CHN), Mohammad Shahmiri (IRI) |

| 2008. augusztus 10. 22:20 | Lengyelország (POL)               | 3–0 | Németország (GER) | Capital Indoor Stadium, Peking Nézőszám: 5700 Játékvezető: Frans Loderus (NED), Massimo Menghini (ITA) |
| 2008. augusztus 10. 22:20 | (25–17, 33–31, 25–20) Jegyzőkönyv |     |                   | Capital Indoor Stadium, Peking Nézőszám: 5700 Játékvezető: Frans Loderus (NED), Massimo Menghini (ITA) |

| 2008. augusztus 12. 10:00 | Oroszország (RUS)                               | 3–2 | Németország (GER) | Beijing Institute of Technology Gymnasium, Peking Nézőszám: 3500 Játékvezető: Patrick Deregnaucourt (FRA), Hóbor Béla (HUN) |
| 2008. augusztus 12. 10:00 | (25–27, 25–21, 21–25, 25–23, 16–14) Jegyzőkönyv |     |                   | Beijing Institute of Technology Gymnasium, Peking Nézőszám: 3500 Játékvezető: Patrick Deregnaucourt (FRA), Hóbor Béla (HUN) |

| 2008. augusztus 12. 13:00 | Egyiptom (EGY)                    | 0–3 | Lengyelország (POL) | Beijing Institute of Technology Gymnasium, Peking Nézőszám: 3000 Játékvezető: Mohammad Shahmiri (IRI), Patricia Salvatore (USA) |
| 2008. augusztus 12. 13:00 | (21–25, 18–25, 10–25) Jegyzőkönyv |     |                     | Beijing Institute of Technology Gymnasium, Peking Nézőszám: 3000 Játékvezető: Mohammad Shahmiri (IRI), Patricia Salvatore (USA) |

| 2008. augusztus 12. 15:00 | Szerbia (SRB)                            | 1–3 | Brazília (BRA) | Capital Indoor Stadium, Peking Nézőszám: 9000 Játékvezető: Ning Wang (CHN), Osamu Sakaide (JPN) |
| 2008. augusztus 12. 15:00 | (27–25, 20–25, 17–25, 21–25) Jegyzőkönyv |     |                | Capital Indoor Stadium, Peking Nézőszám: 9000 Játékvezető: Ning Wang (CHN), Osamu Sakaide (JPN) |

| 2008. augusztus 14. 12:00 | Németország (GER)                 | 3–0 | Egyiptom (EGY) | Beijing Institute of Technology Gymnasium, Peking Nézőszám: 3200 Játékvezető: Ibrahim Al-Naama (QAT), Jiang Liu (CHN) |
| 2008. augusztus 14. 12:00 | (29–27, 25–21, 25–21) Jegyzőkönyv |     |                | Beijing Institute of Technology Gymnasium, Peking Nézőszám: 3200 Játékvezető: Ibrahim Al-Naama (QAT), Jiang Liu (CHN) |

| 2008. augusztus 14. 12:30 | Brazília (BRA)                           | 1–3 | Oroszország (RUS) | Capital Indoor Stadium, Peking Nézőszám: 12 000 Játékvezető: Victor Rodriguez (PUR), Ning Wang (CHN) |
| 2008. augusztus 14. 12:30 | (25–22, 24–26, 29–31, 19–25) Jegyzőkönyv |     |                   | Capital Indoor Stadium, Peking Nézőszám: 12 000 Játékvezető: Victor Rodriguez (PUR), Ning Wang (CHN) |

| 2008. augusztus 14. 15:05 | Lengyelország (POL)                      | 3–1 | Szerbia (SRB) | Capital Indoor Stadium, Peking Nézőszám: 7000 Játékvezető: Umit Sokullu (TUR), Patrick Deregnaucourt (FRA) |
| 2008. augusztus 14. 15:05 | (31–29, 22–25, 25–22, 25–21) Jegyzőkönyv |     |               | Capital Indoor Stadium, Peking Nézőszám: 7000 Játékvezető: Umit Sokullu (TUR), Patrick Deregnaucourt (FRA) |

| 2008. augusztus 16. 12:00 | Oroszország (RUS)                 | 3–0 | Egyiptom (EGY) | Beijing Institute of Technology Gymnasium, Peking Nézőszám: 3200 Játékvezető: Jiang Liu (CHN), Ibrahim Al-Naama (QAT) |
| 2008. augusztus 16. 12:00 | (25–19, 25–14, 25–18) Jegyzőkönyv |     |                | Beijing Institute of Technology Gymnasium, Peking Nézőszám: 3200 Játékvezető: Jiang Liu (CHN), Ibrahim Al-Naama (QAT) |

| 2008. augusztus 16. 12:30 | Szerbia (SRB)                            | 3–1 | Németország (GER) | Capital Indoor Stadium, Peking Nézőszám: 12 500 Játékvezető: Ning Wang (CHN), Hóbor Béla (HUN) |
| 2008. augusztus 16. 12:30 | (25–21, 27–25, 24–26, 25–23) Jegyzőkönyv |     |                   | Capital Indoor Stadium, Peking Nézőszám: 12 500 Játékvezető: Ning Wang (CHN), Hóbor Béla (HUN) |

| 2008. augusztus 16. 20:00 | Brazília (BRA)                    | 3–0 | Lengyelország (POL) | Capital Indoor Stadium, Peking Nézőszám: 3400 Játékvezető: Kun-Tae Kim (KOR), Osamu Sakaide (JPN) |
| 2008. augusztus 16. 20:00 | (30–28, 25–19, 25–19) Jegyzőkönyv |     |                     | Capital Indoor Stadium, Peking Nézőszám: 3400 Játékvezető: Kun-Tae Kim (KOR), Osamu Sakaide (JPN) |

| 2008. augusztus 18. 12:20 | Németország (GER)                 | 0–3 | Brazília (BRA) | Beijing Institute of Technology Gymnasium, Peking Nézőszám: 3400 Játékvezető: Jiang Liu (CHN), Umit Sokullu (TUR) |
| 2008. augusztus 18. 12:20 | (22–25, 21–25, 23–25) Jegyzőkönyv |     |                | Beijing Institute of Technology Gymnasium, Peking Nézőszám: 3400 Játékvezető: Jiang Liu (CHN), Umit Sokullu (TUR) |

| 2008. augusztus 18. 12:30 | Lengyelország (POL)                             | 3–2 | Oroszország (RUS) | Capital Indoor Stadium, Peking Nézőszám: 12 000 Játékvezető: Frans Loderus (NED), Frank Leuthauser (GER) |
| 2008. augusztus 18. 12:30 | (17–25, 26–24, 24–26, 25–23, 15–12) Jegyzőkönyv |     |                   | Capital Indoor Stadium, Peking Nézőszám: 12 000 Játékvezető: Frans Loderus (NED), Frank Leuthauser (GER) |

| 2008. augusztus 18. 15:15 | Egyiptom (EGY)                    | 0–3 | Szerbia (SRB) | Capital Indoor Stadium, Peking Nézőszám: 6000 Játékvezető: Victor Rodriguez (PUR), Ibrahim Al-Naama (QAT) |
| 2008. augusztus 18. 15:15 | (16–25, 13–25, 17–25) Jegyzőkönyv |     |               | Capital Indoor Stadium, Peking Nézőszám: 6000 Játékvezető: Victor Rodriguez (PUR), Ibrahim Al-Naama (QAT) |

## Egyenes kieséses szakasz
|  |               |                        |                   |                   |   |                        |                        |                   |                   |               |               |       |       |
|  | Negyeddöntők  | Negyeddöntők           | Negyeddöntők      |                   |   | Elődöntők              | Elődöntők              | Elődöntők         |                   |               | Döntő         | Döntő | Döntő |
|  | Negyeddöntők  | Negyeddöntők           | Negyeddöntők      |                   |   | Elődöntők              | Elődöntők              | Elődöntők         |                   |               | Döntő         | Döntő | Döntő |
|  | augusztus 20. |                        |                   |                   |   |                        |                        |                   |                   |               |               |       |       |
|  |               |                        |                   |                   |   |                        |                        |                   |                   |               |               |       |       |
|  | A1            | Egyesült Államok (USA) | 3                 |                   |   |                        |                        |                   |                   |               |               |       |       |
|  | A1            | Egyesült Államok (USA) | 3                 | augusztus 22.     |   |                        |                        |                   |                   |               |               |       |       |
|  | B4            | Szerbia (SRB)          | 2                 |                   |   |                        |                        |                   |                   |               |               |       |       |
|  | B4            | Szerbia (SRB)          | 2                 |                   |   | Egyesült Államok (USA) | Egyesült Államok (USA) | 3                 |                   |               |               |       |       |
|  | augusztus 20. |                        |                   |                   |   | Egyesült Államok (USA) | Egyesült Államok (USA) | 3                 |                   |               |               |       |       |
|  |               |                        | Oroszország (RUS) | Oroszország (RUS) | 2 |                        |                        |                   |                   |               |               |       |       |
|  | A3            | Bulgária (BUL)         | Oroszország (RUS) | Oroszország (RUS) | 2 | 1                      |                        |                   |                   |               |               |       |       |
|  | A3            | Bulgária (BUL)         |                   |                   |   | 1                      | augusztus 24.          |                   |                   |               |               |       |       |
|  | B2            | Oroszország (RUS)      | 3                 |                   |   |                        |                        |                   |                   |               |               |       |       |
|  | B2            | Oroszország (RUS)      | 3                 |                   |   | Egyesült Államok (USA) | Egyesült Államok (USA) | 3                 |                   |               |               |       |       |
|  | augusztus 20. |                        |                   |                   |   | Egyesült Államok (USA) | Egyesült Államok (USA) | 3                 |                   |               |               |       |       |
|  |               |                        | Brazília (BRA)    | Brazília (BRA)    | 1 |                        |                        |                   |                   |               |               |       |       |
|  | A2            | Olaszország (ITA)      | Brazília (BRA)    | Brazília (BRA)    | 1 | 3                      |                        |                   |                   |               |               |       |       |
|  | A2            | Olaszország (ITA)      | augusztus 22.     |                   |   | 3                      |                        |                   |                   |               |               |       |       |
|  | B3            | Lengyelország (POL)    | 2                 |                   |   |                        |                        |                   |                   |               |               |       |       |
|  | B3            | Lengyelország (POL)    | 2                 |                   |   | Olaszország (ITA)      | Olaszország (ITA)      | 1                 | Bronzmérkőzés     | Bronzmérkőzés | Bronzmérkőzés |       |       |
|  | augusztus 20. |                        |                   |                   |   | Olaszország (ITA)      | Olaszország (ITA)      | 1                 | Bronzmérkőzés     | Bronzmérkőzés | Bronzmérkőzés |       |       |
|  |               |                        | Brazília (BRA)    | Brazília (BRA)    | 3 |                        |                        | augusztus 24.     | augusztus 24.     | augusztus 24. |               |       |       |
|  | A4            | Kína (CHN)             | Brazília (BRA)    | Brazília (BRA)    | 3 | 0                      |                        | augusztus 24.     | augusztus 24.     | augusztus 24. |               |       |       |
|  | A4            | Kína (CHN)             |                   |                   |   |                        |                        | Oroszország (RUS) | Oroszország (RUS) | 3             |               |       |       |
|  | B1            | Brazília (BRA)         | 3                 |                   |   |                        |                        | Oroszország (RUS) | Oroszország (RUS) | 3             |               |       |       |
|  | B1            | Brazília (BRA)         | 3                 |                   |   | Olaszország (ITA)      | Olaszország (ITA)      | 0                 |                   |               |               |       |       |
|  |               |                        |                   |                   |   | Olaszország (ITA)      | Olaszország (ITA)      | 0                 |                   |               |               |       |       |

### Negyeddöntők
| 2008. augusztus 20. 10:00 | Bulgária (BUL)                           | 1–3 | Oroszország (RUS) | Capital Indoor Stadium, Peking Nézőszám: 11 500 Játékvezető: Hóbor Béla (HUN), Frans Loderus (NED) |
| 2008. augusztus 20. 10:00 | (25–20, 16–25, 22–25, 21–25) Jegyzőkönyv |     |                   | Capital Indoor Stadium, Peking Nézőszám: 11 500 Játékvezető: Hóbor Béla (HUN), Frans Loderus (NED) |

| 2008. augusztus 20. 12:15 | Olaszország (ITA)                               | 3–2 | Lengyelország (POL) | Capital Indoor Stadium, Peking Nézőszám: 8000 Játékvezető: Umit Sokullu (TUR), Patrick Deregnaucourt (FRA) |
| 2008. augusztus 20. 12:15 | (25–19, 25–22, 18–25, 26–28, 17–15) Jegyzőkönyv |     |                     | Capital Indoor Stadium, Peking Nézőszám: 8000 Játékvezető: Umit Sokullu (TUR), Patrick Deregnaucourt (FRA) |

| 2008. augusztus 20. 20:00 | Kína (CHN)                        | 0–3 | Brazília (BRA) | Capital Indoor Stadium, Peking Nézőszám: 13 000 Játékvezető: Massimo Menghini (ITA), Frank Leuthauser (GER) |
| 2008. augusztus 20. 20:00 | (17–25, 15–25, 16–25) Jegyzőkönyv |     |                | Capital Indoor Stadium, Peking Nézőszám: 13 000 Játékvezető: Massimo Menghini (ITA), Frank Leuthauser (GER) |

| 2008. augusztus 20. 22:01 | Egyesült Államok (USA)                          | 3–2 | Szerbia (SRB) | Capital Indoor Stadium, Peking Nézőszám: 7500 Játékvezető: Ning Wang (CHN), Mohammad Shahmiri (IRI) |
| 2008. augusztus 20. 22:01 | (20–25, 25–23, 21–25, 25–18, 15–12) Jegyzőkönyv |     |               | Capital Indoor Stadium, Peking Nézőszám: 7500 Játékvezető: Ning Wang (CHN), Mohammad Shahmiri (IRI) |

### Elődöntők
| 2008. augusztus 22. 12:35 | Egyesült Államok (USA)                          | 3–2 | Oroszország (RUS) | Capital Indoor Stadium, Peking Nézőszám: 12 500 Játékvezető: Osamu Sakaide (JPN), Ibrahim Al-Naama (QAT) |
| 2008. augusztus 22. 12:35 | (25–22, 25–21, 25–27, 22–25, 15–13) Jegyzőkönyv |     |                   | Capital Indoor Stadium, Peking Nézőszám: 12 500 Játékvezető: Osamu Sakaide (JPN), Ibrahim Al-Naama (QAT) |

| 2008. augusztus 22. 20:00 | Olaszország (ITA)                        | 1–3 | Brazília (BRA) | Capital Indoor Stadium, Peking Nézőszám: 12 500 Játékvezető: Kun-Tae Kim (KOR), Humberto Salas (MEX) |
| 2008. augusztus 22. 20:00 | (25–19, 18–25, 21–25, 22–25) Jegyzőkönyv |     |                | Capital Indoor Stadium, Peking Nézőszám: 12 500 Játékvezető: Kun-Tae Kim (KOR), Humberto Salas (MEX) |

### Bronzmérkőzés
| 2008. augusztus 24. 10:00 | Oroszország (RUS)                 | 3–0 | Olaszország (ITA) | Capital Indoor Stadium, Peking Nézőszám: 11 500 Játékvezető: Frank Leuthauser (GER), Dejan Jovanovic (SRB) |
| 2008. augusztus 24. 10:00 | (25–22, 25–19, 25–23) Jegyzőkönyv |     |                   | Capital Indoor Stadium, Peking Nézőszám: 11 500 Játékvezető: Frank Leuthauser (GER), Dejan Jovanovic (SRB) |

### Döntő
| 2008. augusztus 24. 12:00 | Egyesült Államok (USA)                   | 3–1 | Brazília (BRA) | Capital Indoor Stadium, Peking Nézőszám: 13 000 Játékvezető: Ning Wang (CHN), Hóbor Béla (HUN) |
| 2008. augusztus 24. 12:00 | (20–25, 25–22, 25–21, 25–23) Jegyzőkönyv |     |                | Capital Indoor Stadium, Peking Nézőszám: 13 000 Játékvezető: Ning Wang (CHN), Hóbor Béla (HUN) |

| A 2008. évi nyári olimpiai játékok férfi röplabdatornájának olimpiai bajnoka |
| · EGYESÜLT ÁLLAMOK · 3. cím                                                  |
| ---------------------------------------------------------------------------- |

## Végeredmény
|          |                        |      | Mérkőzések | Mérkőzések | Pontok | Pontok | Pontok | Szettek | Szettek | Szettek |
| Helyezés | Csapat                 | Pont | Gy         | V          | P+     | P–     | PA     | Sz+     | Sz–     | SzA     |
| -------- | ---------------------- | ---- | ---------- | ---------- | ------ | ------ | ------ | ------- | ------- | ------- |
| Arany    | Egyesült Államok (USA) | 16   | 8          | 0          | 773    | 673    | 1,149  | 24      | 9       | 2,667   |
| Ezüst    | Brazília (BRA)         | 12   | 6          | 2          | 687    | 602    | 1,141  | 20      | 8       | 2,500   |
| Bronz    | Oroszország (RUS)      | 12   | 6          | 2          | 774    | 707    | 1,095  | 22      | 11      | 2,000   |
| 4.       | Olaszország (ITA)      | 10   | 5          | 3          | 700    | 679    | 1,031  | 17      | 14      | 1,214   |
|          |                        |      |            |            |        |        |        |         |         |         |
| 5.       | Lengyelország (POL)    | 8    | 4          | 2          | 543    | 515    | 1,054  | 14      | 9       | 1,556   |
| 5.       | Bulgária (BUL)         | 6    | 3          | 3          | 530    | 535    | 0,991  | 11      | 12      | 0,917   |
| 5.       | Szerbia (SRB)          | 4    | 2          | 4          | 543    | 545    | 0,996  | 11      | 13      | 0,846   |
| 5.       | Kína (CHN)             | 4    | 2          | 4          | 493    | 567    | 0,869  | 9       | 16      | 0,563   |
|          |                        |      |            |            |        |        |        |         |         |         |
| 9.       | Németország (GER)      | 2    | 1          | 4          | 418    | 440    | 0,950  | 6       | 12      | 0,500   |
| 9.       | Venezuela (VEN)        | 2    | 1          | 4          | 421    | 451    | 0,933  | 8       | 12      | 0,667   |
| 11.      | Japán (JPN)            | 0    | 0          | 5          | 392    | 448    | 0,875  | 4       | 15      | 0,267   |
| 11.      | Egyiptom (EGY)         | 0    | 0          | 5          | 267    | 379    | 0,704  | 0       | 15      | 0,000   |